# Aporodesmus chiumbeus
Aporodesmus chiumbeus är en mångfotingart som beskrevs av Chamberlin 1951. Aporodesmus chiumbeus ingår i släktet Aporodesmus och familjen Cryptodesmidae. Inga underarter finns listade i Catalogue of Life.